# Industria ósea
La industria ósea es aquella industria que elabora útiles cuya materia prima es orgánica, es decir, los fabricados en hueso, asta o marfil. Por su naturaleza química presentan un grado de conservación inferior a las industrias líticas. Los útiles óseos que se han conservado en la actualidad son los que han permanecido enterrados en condiciones favorables. Posiblemente en la prehistoria se hayan elaborado diferentes utensilios realizados en madera, corteza de árbol, cuerda, piel, plumas de ave, pelos, etc, pero han desaparecido. Solamente se han conservado algunos fragmentos de madera con huellas de haber sido elaborados por el ser humano como lanzas, pértigas o astiles rematados en puntas de piedra u óseas. Algunos fragmentos de madera se han fechado en el Paleolítico inferior, pero su hallazgo arqueológico es excepcional.
Los materiales orgánicos no poseen la dureza de la piedra cuando se fabrica una herramienta. Sin embargo son mucho más maleables y flexibles, lo que permite su utilización para otras actividades. Permiten, por tanto, realizar técnicas que son difíciles de elaborar con piedra, como el recortado, la perforación, la incisión o el pulimento. Además los materiales óseos permiten realizar sobre su superficie determinadas marcas, así como desarrollar manifestaciones artísticas, como el del arte mueble del Paleolítico Superior.

## Historia
Durante el Paleolítico Inferior y el Paleolítico Medio, los humanos utilizaron poco los huesos para elaborar útiles, tal y como lo demuestran los materiales conservados en los hallazgos arqueológicos. Existen huesos rotos intencionadamente por el hombre, pero no pueden considerarse útiles. A estos hallazgos óseos se les llama hueso poco trabajado.
Es durante el Paleolítico Superior y tiempos posteriores cuando aparece un verdadero instrumental óseo con tipos bien definidos, hasta tal punto que cuando aparecen se les llama en algunos estratos fósil director pues definen una determinada área cultural.

## Tipos
Los tipos básicos de instrumental óseo paleolítico y mesolítico son los siguientes:
- Punzones;
- Agujas;
- Azagayas;
- Varillas plano convexas;
- Arpones;
- Espátulas;
- Bastones perforados;[2]
- Propulsores.

### Punzones
Un punzón es un objeto apuntado usada habitualmente para perforar o trabajar materiales tales como la madera o la piel. Los punzones de hueso son apuntados en cualquier resto óseo. La cantidad de pulido de uso, el método de preparación, y el tamaño de estos objetos puede variar considerablemente. Se suelen clasificar los punzones de acuerdo a las características del hueso usado.  Muchos retienen la epífisis o extremo redondeado del hueso. Aunque algunos autores tienen hipótesis diferentes sobre el uso de estos útiles, los dos usos principales sobre los que hay acuerdo son el trabajo de cestería y la perforación de la piel de animales.